# San Costantino Calabro
San Costantino Calabro è un comune italiano di 2 024 abitanti della provincia di Vibo Valentia in Calabria.

## Geografia fisica
Il centro abitato occupa la parte meridionale di un ampio terrazzamento collinare, appartenente ai rilievi orientali del Monte Poro, digradante verso la Valle del Mesima. Il territorio comunale va da un'altitudine minima di 188 m s. l. m. nei fondovalle ad un'altezza massima di 494 m s. l. m. ed ha un'estensione di 7,03 km², tra le più piccole della provincia di Vibo Valentia. Il torrente Cocaracio (Cucuriaci) a nord lo divide dal Comune di San Gregorio d'Ippona, a est confina col comune di Francica, a sud il vallone Grasso segna il confine col territorio di Mileto, ad ovest, nei pressi del moderno centro urbano, corre il confine col comune di Jonadi.

## Storia
Tralasciando le diverse leggende tramandate sull'origine di San Costantino Calabro la documentazione storica esistente non permette di circoscrivere una data precisa per la costituzione del nucleo abitato. La prima attestazione del toponimo la ritroviamo nel Sigillum Aureum, ovvero l'atto di edificazione della diocesi di Mileto redatto nel 1086 per volere di Ruggiero d'Altavilla, Conte di Calabria e Sicilia, a favore del vescovo normanno Arnolfo. In questo atto il conte Ruggero dona alla diocesi, tra i 95 villici di Mileto, un "…πρεσβύτερον Πέτρον του άγιου Κόνου…", ossia il "prete Pietro di San Costantino". In realtà alcuni studiosi nella traduzione dal greco hanno riportato "… Pietro di San Cono…", ma nell'XI secolo non esisteva ancora alcun santo con questo nome: i santi venerati dalla Chiesa, Cono di Naso e Cono da Teggiano, vissero nella prima metà del Duecento; la tradizione bizantina annoverava diversi santi col nome di Conone, ma nessuna col nome di Cono. Tutto ciò porta, con molta probabilità, ad intendere, nel termine Kόnou, Costantino e non Cono, data anche la vicinanza del nostro paese con Mileto. 
Date queste premesse è lecito supporre che il primo impianto urbano, piccolo ed estremamente rurale, sia nato sulla pendice collinare che si affaccia direttamente sul Vallone Grasso, difficilmente accessibile, riparato dal vento e vicino a fonti sorgive, nel periodo di dominazione Bizantina, tra VII e X secolo.
Col sopraggiungere dei dominatori Normanni, intorno alla metà dell'XI secolo, viene fondata anche una piccola cittadella con torri e mura difensive, che raccoglierà le genti di villaggi rurali sparsi sul territorio e che prenderà il nome di Francica. Da questo momento il piccolo villaggio di San Costantino diverrà casale della Baronia di Francica e seguirà le vicende feudali della città di Mileto.
Nel 1638 e nel 1659 due forti terremoti colpirono il paese causando il danneggiamento di due chiese e il crollo di buona parte delle case. Fu però il terremoto del 1783 che rase al suolo completamente il centro abitato causando 9 vittime tra i 508 abitanti allora residenti nel villaggio. I danni furono così gravi che parte dell'abitato venne ricostruito più a monte, in una zona pianeggiante e con impianto regolare.
La posizione favorevole del paese, lontana da zone acquitrinose dove imperversava la malaria e vicina alla principale arteria di collegamento del vibonese (l'antica via Annia-Popilia), portò negli anni successivi un deciso incremento della popolazione: numerose furono le famiglie che si trasferirono tra Settecento e Ottocento nel casale di San Costantino dal villaggio di Pongadi, posto nella valle del Mesima a pochi chilometri di distanza, che sarà del tutto abbandonato a causa della malaria. In pochi anni, dunque, il numero di abitanti arriverà a superare quello del centro amministrativo di Francica. Per tale motivo il governo napoleonico concesse per la prima volta l'autonomia nel 1807 ma San Costantino fu retrocesso a frazione di Francica nel Riordino dei Comuni e dei Circondari del 4 maggio 1811; divenne comune autonomo solo nel 1854, ricevendo infine l'attributo "Calabro" con il nuovo Regno d'Italia, nel 1864.
Nei decenni successivi molte famiglie emigrarono all'estero: fino alla metà del XX secolo le mete di destinazione principali furono Stati Uniti e Argentina (a San Justo e San Antonio de Padua, sobborghi della provincia di Buenos Aires, esiste una numerosa comunità di sancostantinesi); nel secondo dopoguerra in molti emigrarono in Australia mentre negli ultimi decenni è continua l'emigrazione di giovani verso il centro e il nord d'Italia. A questi ultimi movimenti demografici si deve il progressivo decremento degli abitanti nell'ultimo lustro.

### Simboli
Lo stemma e il gonfalone sono stati concessi con decreto del presidente della Repubblica n. 2365 del 17 maggio 1989.
Il gonfalone è un drappo rettangolare di bianco.

## Monumenti e luoghi d'interesse

### Architetture religiose

#### Chiesa matrice
È la chiesa parrocchiale del paese ed è di recente costruzione essendo stata aperta al culto l'8 settembre 1930 dall'allora vescovo di Mileto Paolo Albera. L'attuale edificio è costruito sulle fondamenta di una precedente chiesa fondata nel 1817 ma mai del tutto completata. Si trattava di una grande struttura a croce latina che occupava quasi tutto lo spazio dell'attuale Piazza Dante ed era stata pensata con proporzioni e sembianze davvero maestose: all'incrocio delle tre navate col transetto si innalzava un'ampia cupola alta 23 m, tre grandi tele di 30 m² ciascuna adornavano la volta della navata centrale, l'alta facciata era affiancata da due torri campanarie di 32 m d'altezza. In realtà la costruzione fu lenta e difficile, sia per la maestosità del progetto e sia per la situazione economica in cui versava la popolazione, sicché ancora agli inizi del Novecento alcuni ambienti non erano stati completati con intonaci e pavimento. Fu il sisma della mattina dell'8 settembre 1905 che ne causò la totale distruzione. Negli anni seguenti si cercò di riprenderne la ricostruzione ma solo l'intervento del vescovo Paolo Albera negli anni venti permise infine di avere una struttura ecclesiastica nuovo che fu con i decenni successivi abbellita e arricchita di statue e dipinti. L'edificio, intitolato al patrono San Costantino Vescovo, ha misure inferiori rispetto alla vecchia chiesa ed è stato realizzato in stile neoromanico impiegando una struttura portante in cemento armato. L'unica navata è scandita internamente da tre cappelle semisferiche ospitanti altrettanti altari e dal presbiterio sopraelevato; il soffitto è a cassettoni senza decorazioni se escludiamo l'immagine della Madonna Immacolata fatta dipingere negli anni cinquanta sul soffitto del presbiterio; il campanile, alto 19 metri, ospita l'orologio e quattro splendide campane di varia cronologia e provenienza; la facciata, molto semplice, è scandita dall'alto portone centrale sormontato da una nicchia e da un rosone cieco e presenta due finestre longitudinali sormontate da arco a tutto sesto.

#### Chiesa del SS. Nome di Gesù
Conosciuta dal popolo come Chiesa del Bambin Gesù o Chiesa Vecchia è l'antica parrocchiale, nonché la più antica struttura ecclesiastica del paese. L'attuale edificio insiste sulle fondamenta di una precedente chiesa distrutta completamente dal terremoto del 5 febbraio 1783 della quale non si conosce molto. Doveva essere all'incirca delle stesse dimensioni dell'attuale e se ne cita l'esistenza, con la titolatura a Santa Elena e a San Costantino Imperatore, già intorno alla metà del Cinquecento in alcuni documenti vescovili. 
La struttura moderna, realizzata nei decenni successivi al terremoto in calcare arenario locale, è ad un'unica navata terminante in un'abside poligonale con volta a vela, la facciata presenta quattro lesene poggianti su alti basamenti e inquadranti al centro il portone maggiore sormontato da un finestrone ad arco a tutto sesto, la parte superiore è conclusa da un architrave continua sormontata da un piccolo timpano. L'interno barocco presenta un pregevole soffitto ligneo a botte dipinto con motivi vegetali e ospitante due tele di cui una, datata 1600, attribuita alla scuola monteleonese e la seconda, rappresentante Gesù tra i dottori del Tempio, della seconda metà dell'Ottocento. L'altare maggiore, realizzato da artigiani locali, custodisce la statua settecentesca del Bambino Gesù e un pregevole tabernacolo ligneo in stile barocco. Il pavimento è scandito da una serie di pietre sepolcrali che un tempo si aprivano sulle numerose camere che fino al 1890 (anno di realizzazione del Cimitero Comunale) fungevano come luogo di sepoltura. Sono presenti tre diversi altari in muratura, frutto delle antiche maestranze artigianali sancostantinesi: uno sulla destra che inquadra una tela del Settecento rappresentante la Madonna del Carmelo, due sulla sinistra ospitanti le statue in cartapesta della Madonna Addolorata e del SS. Cuore di Gesù. Il campanile, costituito da un semplice muraglione su cui si aprono due fornici ospita due campane del 1866. Da segnalare, infine, il particolare organo a canne con funzionamento idrofonico del 1909 realizzato dalla fabbrica di "Elia Favorito e fratelli" di Napoli.

#### Chiesa di san Rocco
È una piccola chiesetta dedicata al santo pellegrino di Montpellier la cui devozione è particolarmente sentita tra i sancostantinesi. La leggenda vuole che l’edificio di culto sia sorto in seguito all'apparizione di San Rocco a un contadino del luogo, avvenuta nel 1638; fu il santo stesso a tracciare col proprio bastone il perimetro del piccolo tempio. Il primo impianto, allora in piena campagna, doveva essere una piccola cappella sprovvista di campanile al cui interno era venerato un quadro con l'immagine del taumaturgo francese. Successivamente al terremoto del 1783 la chiesa fu ricostruita nelle dimensioni attuali e, nel 1794, fu commissionato allo scultore Domenico De Lorenzo la statua lignea di San Rocco ancora oggi portata in processione nei giorni di festa. La ricostruzione fu comunque lenta e difficoltosa visto che l'edificio fu consacrato solo nel 1869 come attesta una lapide posta sulla controfacciata. Nel 1890 il bravo decoratore sancostantinese Francesco Caserta realizzò l'altare maggiore. Il terremoto del 1905 danneggiò gravemente la facciata che fu demolita e ricostruita nelle sembianze attuali, mentre il muro perimetrale destro fu rafforzato con un muraglione esterno. Negli anni successivi le offerte degli emigrati in Argentina permisero l'acquisto di due campane da porre sul nuovo campanile a bifore e di uno splendido trono portatile in legno e ottone dorato, ancora pregevole scrigno della statua del Santo.
All'interno è custodita una statuina della Madonna del Carmelo, risalente al XVIII secolo, oggetto di furto nell'agosto del 2006 e rinvenuta in Sicilia, a casa di ricettatori, dopo qualche mese.

### Architetture civili

#### Palazzo Lombardi Comite
Realizzato durante gli anni di ricostruzione successivi al terremoto del 1783, questo imponente palazzo domina la prospiciente Piazza Lombardi Comite. L'edificio è a due piani e ha nella facciata un caratteristico portale lapideo con arco a tutto sesto caratterizzato da bugne lisce e diamantate e una maschera apotropaica nella chiave di volta. L'atrio d'ingresso presenta una scala in pietra che biforcandosi conduce nei piani superiori. Il retrostante giardino ospita numerosi resti marmorei degli edifici ecclesiastici di Mileto Vecchia.

#### Palazzo Zerbi (già Palazzo Potami)
Edificio settecentesco posto nel centro storico recentemente restaurato da privati. Si caratterizza per il portale in calcare arenario scolpito e decorato in stile rococò con un volto apotropaico alla chiave di volta dell'arco a tutto sesto che lo conclude. I piani superiori presentano una serie di balconi con piano in granito e ringhiere in ferro battuto.

#### Villa De Luca
Elegante residenza in stile liberty fatta erigere negli anni trenta nei pressi del centro urbano e circondata da un ampio giardino. L'edificio si sviluppa su due piani e presenta particolari finestre a bifora e decorazioni in stucco e cemento realizzati da artigiani del luogo. All'interno sono disposte diciotto stanze di cui alcune col soffitto affrescato da Giuseppe A. Stillitano di Pizzo.

## Società

### Evoluzione demografica
Abitanti censiti

### Etnie e minoranze straniere
I cittadini stranieri residenti a San Costantino Calabro a gennaio 2015 sono 127 così suddivisi per paese di origine:
1. Marocco, 68
2. Romania, 48
3. Polonia, 3
4. Belgio, 2
5. Bulgaria, 2
6. Paesi Bassi, 1
7. Ucraina, 1
8. Bielorussia, 1
9. Brasile, 1

### Dialetto
Il dialetto locale è una variante del dialetto calabrese meridionale che con piccole mutazioni è comunemente parlato in tutti i centri del versante orientale del Monte Poro. Nel bagaglio lessicale si riscontra tutta la stratificazione storico-linguistica dei vari popoli che hanno occupato la Calabria: latino, greco, spagnolo, francese.

## Cultura

### Biblioteca Comunale
Realizzata nel 1979 è ospitata nei locali del vecchio Palazzo Comunale sito in via Rimembranze. Ha una modesta collezione di 3600 volumi perlopiù dedicati alla narrativa italiana, alla narrativa per bambini e alla storia e alla cultura calabrese; riceve inoltre 10 periodici correnti. Dai primi anni 2000 è in stato di abbandono e momentaneamente chiusa al pubblico.

### Casa del Popolo
Si tratta di un edificio inaugurato nel 1982 e voluto dal pittore e poeta Enotrio Pugliese che ne ha finanziato la costruzione. È un importante centro sociale e culturale per la comunità ospitando una sala teatro, alcuni uffici sindacali e di partito, una piccola biblioteca sociopolitica e sedi di varie associazioni ricreative e culturali. 

### Istituto Professionale O.I.E.R.M.O.
Si tratta di un imponente edificio appartenente alla Fondazione Oiermo Prof. Pro Juventute di Castellammare di Stabia (NA) inaugurato il 29 aprile 1974. Nato dalla sinergia tra il mondo clericale della Fondazione Oiermo e la volontà riformatrice dell'allora Ministro del Lavoro Carlo Donat-Cattin, questo istituto professionale ha realizzato negli anni numerosi corsi per elettricisti, saldatori, tornitori, sarti, imprenditori agricoli e impiantisti termoidraulici. L'edificio si sviluppa su più piani e in diversi corpi di fabbrica andando a comprendere oltre alle aule e agli altri spazi comuni propri degli istituti scolastici anche un convitto con circa 100 posti letto, numerosi laboratori, sala cinema/teatro, mense e magazzini. Dal 2001 la struttura non ospita più alcuna attività e negli anni è stata soggetta ad atti di vandalismo e spoliazione sistematica degli arredi. 

### Eventi e manifestazioni

#### Carnevale sancostantinese
È una delle manifestazioni carnevalesche più longeve del vibonese essendo arrivata alla XXXIV edizione. I festeggiamenti prevedono una lunga sfilata di maschere e carri allegorici realizzati dai ragazzi e dagli artigiani di San Costantino e dei paesi limitrofi seguendo una tecnica semplice di realizzazione delle figure tramite l'utilizzo di carta e cartapesta. Tradizionalmente si svolge la domenica precedente il Mercoledì delle ceneri anche se alcune edizione sono state spostate al Martedì grasso. La sera di Martedì grasso si chiudono le manifestazioni carnevalesce con il Funerale di Carnalavari, ovvero la messa in scena del rito funebre e del rogo finale di un fantoccio personificante Carnevale che secondo la tradizione sarebbe morto dopo essersi abbuffato di carne, polpette, braciole e insaccati.

#### Affruntata
L’Affruntata è una rappresentazione sacra realizzata con le statue di Gesù Risorto, Maria e San Giovanni Apostolo diffusa anche in altri centri del vibonese e del reggino. A San Costantino Calabro si svolge il pomeriggio della Domenica di Pasqua (fino a qualche decennio fa si svolgeva di mattina, dopo la messa pasquale) e prevede l'incontro tra la Madonna e Gesù Risorto all'incrocio tra via Roma e via N. Bixio.

#### Festa di San Costantino
Attualmente si svolge il 21 maggio e prevede i soli festeggiamenti religiosi. Fino a qualche anno fa la festa era fissata il 12 aprile ed era preceduta, giorno 10, da una fiera del bestiame poi abolita per motivi sanitari.

#### Sagra da Pitta Chjina
È l'evento dedicato a una delle specialità gastronomiche sancostantinesi appartenenti alla semplice cucina contadina di un tempo. Si tratta di una pitta di pane ripiena di salsa di pomodoro, tonno, acciughe, peperoni e olive un tempo preparata dalle massaie come un pasto completo e abbondante da dare ai propri mariti intenti alle attività agricole lontani da casa. Oggi è protagonista di una delle sagre più attese del vibonese riuscendo a richiamare oltre seimila persone ogni anno e facendosi promotrice delle peculiarità culturali ed enogastronomiche della regione poiché in occasione della sagra si organizzano degustazioni di altri prodotti tipici e una serie di eventi culturali sul cibo calabrese. L'evento si svolge annualmente il primo sabato di agosto.

#### Festa di San Rocco
È la festa religiosa maggiormente sentita e quella che richiama il numero maggiore di persone. Da alcuni anni si svolge la domenica successiva al 15 di agosto e prevede tre o più giorni di festeggiamenti preceduti dalla novena dedicata al santo di Montpellair, inaugurata dalla cosiddetta calata, ovvero una piccola processione della statua di San Rocco dalla chiesa titolare a quella parrocchiale. La domenica, nel pomeriggio, si svolge la processione del simulacro per le vie del paese alla fine della quale si svolgono i tradizionali ‘ncanti (una pubblica asta di prodotti e oggetti offerti dai fedeli come segno di devozione al santo) e il ballo del camejhu di focu, un fantoccio a forma di cammello che durante il ballo con la musica dei tamburi esplode fuochi d'artificio. Ormai tradizionali sono diventati anche le esibizioni dal vivo di cantanti di fama nazionale, il Raduno dei giganti e le serate dedicate all'esibizione di musicisti, coristi e ballerini del paese.

#### Rassegna Teatrale Sancotantinese
Nata nel 1986 la Rassegna Teatrale è una delle manifestazioni culturali più importanti dell'hinterland. L'evento si svolge nell'arco di una settimana, tra fine agosto e inizio settembre, e prevede l'esibizione di sei compagnie teatrali calabresi che perlopiù propongono commedie brillanti in vernacolo. Nella serata conclusiva si assegnano i premi per le varie sezioni dopo un'accurata esamina di una giuria tecnica.

#### Festa del Bambino Gesù
Era l'antica festa legata, sin dai primi decenni dell'800, alla Confraternita del SS. Nome di Gesù che ancora si svolge la terza domenica di Ottobre. Per l'occasione la novena si tiene nella Chiesa del Bambino Gesù mentre la statuina viene portata nella chiesa parrocchiale solo la mattina di domenica. Tipici della festa sono i giochi e le esibizioni dedicati ai più piccoli.

## Amministrazione

### Serie dei Sindaci
- 1945.............. Francesco Lombardi Comite (commissario prefettizio)
- 1945.............. Fortunato Cupi (commissario prefettizio)
- 1945-1946..... Francesco Cutellè (commissario prefettizio)
- 1947-1948..... Nicola Chiarello
- 1948-1951..... Filippo Lico
- 1951-1952..... Pasquale Caserta (commissario prefettizio)
- 1952-1956..... Pasquale Caserta
- 1956-1963..... Francesco De Rito
- 1964-1973..... Pasquale Caserta
- 1973-1989..... Domenico Famà
- 1989-1997..... Alfredo Mercatante
- 1997-2007..... Nicola Derito
- 2007-2012..... Domenico Borello
- 2012- ............ Nicola Derito

### Sede Comunale
Via Stazione, 1
C.A.P. 89851
Tel. 0963 331071